# V1187 Геркулеса
V1187 Геркулеса (лат. V1187 Herculis) — двойная затменная переменная звезда типа W Большой Медведицы (EW) в созвездии Геркулеса на расстоянии (вычисленном из значения параллакса) приблизительно 570 световых лет (около 175 парсек) от Солнца. Видимая звёздная величина звезды — от +11,27m до +11,1m. Орбитальный период — около 0,3108 суток (7,4584 часа).
Открыта проектом ROTSE-1 в 2000 году*.

## Характеристики
Первый компонент — жёлто-белая звезда спектрального класса F8,5*. Масса — около 1,1 солнечной, радиус — около 0,7 солнечного, светимость — около 0,554 солнечной. Эффективная температура — около 6250 K.
Второй компонент — жёлто-белая звезда спектрального класса F. Эффективная температура — около 6651 K.